# Filip Šovagović
Filip Šovagović (Zagreb, 13. rujna 1966.), hrvatski kazališni i filmski glumac i redatelj, dramatičar.

## Životopis
U početku poznat samo kao sin renomiranog glumca Fabijana Šovagovića, Filip Šovagović glumio je u mnogim filmovima i serijama u posljednjih petnaestak godina. Među ostalim, glumio je u filmu Ničija zemlja (2001.), koji je dobio Oskara, a 2005. bio je redatelj i scenarist filma Pušća Bistra.
Studirao je glumu na Akademiji dramske umjetnosti. Apsolvent je filmske režije na istoj akademiji. Autor je drama "Zvonimir Zajc", "Cigla" i "Ptičice". Jedna od njih, "Cigla", osvojila je Nagradu Udruženja dramskih umjetnika za najbolji praizvedeni tekst u sezoni '98./'99. u produkciji HNK Split, koja je proglašena i za najbolju predstavu na Festivalu hrvatske drame "Marulićevi dani". Predstave prema njegovim tekstovima gostovale su, ali i postavljane na brojnim europskim festivalima. Kao redatelj i scenarist okušao se u trima kratkim filmovima: "Say no", "Drvo života", "Na travi" te kao koredatelj predstave "U očekivanju Godota" Samuela Becketta u zagrebačkom kazalištu &TD.

Njegova sestra Anja Šovagović-Despot također je poznata glumica. 
Važnije nagrade
- Zlatna arena za ulogu u filmu Isprani 1995.
- Zlatna arena za ulogu u filmu Transatlantik 1998.
- Zlatna arena za ulogu u filmu Polagana predaja 2001.

## Filmografija

### Televizijske uloge
- "Praški student" (1990.)
- "Operacija Barbarossa" kao Kokov tata (1990.)
- "Naša kućica, naša slobodica" (1999.)
- "Naša mala klinika" kao Ivo Zadro (2004. – 2007.)
- "Žutokljunac" kao arhitekt (2005.)
- "Bitange i princeze" kao Mate Taraba, Jurica Spindl, dr. Zambata, dr. Mirko Plazibat, Velimir Živago, Đuro Mikšić, Žarko Oremović (podvojene ličnosti) (2005. – 2007.)
- "Odmori se, zaslužio si" kao doktor (2006.)
- "Kazalište u kući" kao Mato Mato (2007.)
- "Bračne vode" kao Mirko (2009.)
- "Dome slatki dome" kao znanstvenik (2010.)
- "Špica" kao ugostitelj iz kafića (2012.)
- "Lud, zbunjen, normalan" kao Đole (2016.)
- "Žigosani u reketu" kao Krešimir Ivanović (2018.-)

### Filmske uloge
- "Život sa stricem" (1988.)
- "Sokol ga nije volio" kao Benos (1988.)
- "Hamburg Altona" kao Bogart (1989.)
- "Diploma za smrt" kao Nik (1989.)
- "Posljednji valcer u Sarajevu" kao Vlado Gaćinović (1990.)
- "Krhotine – Kronika jednog nestajanja" kao Ivan Livaja (1991.)
- "Čaruga" kao Krmpotić (1991.)
- "Đuka Begović" kao Ilja (1991.)
- "Baka Bijela" kao vođa frajera (1992.)
- "Mor" (1992.)
- "Kositreno srce" (1994.)
- "Svaki put kad se rastajemo" (1994.)
- "Mrtva točka" (1995.)
- "Isprani" (1995.)
- "Djed i baka se rastaju" kao Đuro (1996.)
- "Puška za uspavljivanje" kao Stanko (1997.)
- "Rusko meso" (1997.)
- "Treća žena" kao inspektor (1997.)
- "Pont Neuf" (1997.)
- "Božić u Beču" kao Ivan Lesjak (1997.)
- "Tri muškarca Melite Žganjer" kao Juan/Felipe Mulero (1998.)
- "Zavaravanje" (1998.)
- "Transatlantic" kao Jakov (1998.)
- "Bogorodica" (1999.)
- "Četverored" kao Hunjeta (1999.)
- "Promašaj" (2000.)
- "Srce nije u modi" kao montažer (2000.)
- "Nebo, sateliti" kao Major Uzelac (2000.)
- "Ničija zemlja" kao Cera (2001.)
- "Polagana predaja" kao Petar Gorjan (2001.)
- "Posljednja volja" kao Kuzma (2001.)
- "Enklava" kao Čula (2002.)
- "Infekcija" kao gradonačelnik/izbavitelj (2003.)
- "Ispod crte" kao Ivan Požgaj (2003.)
- "Pušća Bistra" kao ministar (2005.)
- "Put lubenica" kao Lak (2006.)
- "Kravata" kao podvornik (2006.)
- "Crveno i crno" kao Meho (2006.)
- "Živi i mrtvi" kao Tomo/Martin (2007.)
- "Naši sretni trenuci" (2007.)
- "Reality" kao Otac (2008.)
- "Metastaze" kao Zombi (2009.)
- "Ljubavni život domobrana" kao Filip (2009.)
- "Josef" kao dezerter u bijegu (2011.)
- "Inspektor Martin i banda puževa" (2012.)

### Sinkronizacija
- "Garfield i prijatelji" kao Garfield
- "Careva nova ćud" kao Kronk (2000.)
- "Knjiga o džungli 2" kao Baloo [John Goodman] (2003.)
- "Sinbad: Legenda o sedam mora" (2003.)
- "Potraga za Nemom" kao Relja [Barry Humphries] (2003.)
- "Legenda o medvjedu 1" kao Ovan #2 (2003.)
- "Petar Pan" kao kapetan Kuka i g. Darling (2003.)
- "Garfield 1" kao Garfield [Bill Murray] (2004.)
- "Izbavitelji 1, 2" kao Potkopavatelj [John Ratzenberger] (2004., 2018.)
- "Grčka mitologija" (2004.)
- "Žuta minuta" kao trener (2005.)
- "Careva nova ćud 2" kao Kronk (2005.)
- "Garfield 2: Priča o dvije mačke" kao Garfield [Bill Murray] (2006.)
- "Auti 1, 3" kao Joško [George Carlin, Lloyd Sherr] (2006., 2017.)
- "Skatenini i Zlatne dine" kao Aureus (2006.)
- "Mravator" kao Fred Nickle (2006.)
- "Ružno pače i ja" kao Ernest (2006.)
- "Divlji valovi" kao Big Z/Frik (2007.)
- "Osmjehni se i kreni! i čađa s dva Plamenika" kao Giamus (2007.)
- "Shrek Treći" kao kapetan Kuka (2007.)
- "Juhu-hu" kao Đango (2007.)
- "Stravičan u Ludi Svijet" kao Attillo (2008.)
- "Princeza i žabac" kao Buford (2009.)
- "Moj ljubimac Marmaduke" kao Riki i Eugenije Harrison (2010.)
- "Žabac Regi" kao Kai (2014.)
- "Zootropola" kao Mate Šampita (2016.)
- "Potraga za Dorom" kao Hobotnica Boško (2016.)
- "Knjiga o džungli 1" kao Baloo [Phil Harris] (2016.)

## Vanjske poveznice
- Filip Šovagović u internetskoj bazi filmova IMDb-u (engl.)